# Escuela Elemental Regional Bilingüe Antonio González Suárez
La Escuela Elemental Regional Bilingüe Antonio González Suárez es una escuela pública elemental en el pueblo costero de Añasco, Puerto Rico. Alberga a los estudiantes provenientes de los Estados Unidos continentales y fue la primera escuela bilingüe en Puerto Rico.

## Misión
El compromiso de desarrollar en los estudiantes los valores, conocimientos, las destrezas básicas, hábitos y actitudes que le permiten su pleno desarrollo.

## Admisiones
Debido a la rigurosa naturaleza académica de la escuela, los estudiantes deben solicitar admisión para ser considerados como miembros de la escuela. El proceso de admisión está abierto a todos los estudiantes residentes en el Estado Libre Asociado de Puerto Rico.